# Hybomys planifrons
Hybomys planifrons — вид гризунів родини мишевих (Muridae). Він зустрічається в Кот-д'Івуарі, Гвінеї, Ліберії та Сьєрра-Леоне. Його природними середовищами існування є субтропічні або тропічні сухі ліси, субтропічні або тропічні вологі рівнинні ліси та субтропічні або тропічні вологі гірські ліси.

## Морфологічна характеристика
Це дрібний гризун з довжиною голови й тулуба від 120 до 130 мм, довжиною хвоста від 91 до 104 мм, довжиною лапи від 28 до 32 мм, довжиною вух від 16 до 19 мм і вагою до 60 грамів. Хутро грубе. Верх темно-коричневий, з темно-сірими основами волосків, а черевні частини жовтувато-бурі. Від потилиці до основи хвоста тягнеться чорнувата смуга. Горло, підборіддя, губи і внутрішня сторона передніх кінцівок білуваті. Вуха короткі, темно-коричневі, вкриті дрібними волосками. Передні кінцівки коричневі, задні лапи сірувато-бурі й дрібно вкриті дрібними охристими волосками. Підошви ніг безволосі й чорнуваті. Хвіст коротший за голову й тулуб, рівномірно темно-коричневий і має 15 кілець луски на сантиметр.

## Поведінка
Наземний вид, активний переважно вдень. Харчується термітами, тарганами, кониками, равликами та частинами рослин.